# 訃報 1987年11月
訃報 1987年11月（ふほう 1987ねん11がつ）では、1987年（昭和62年）11月中に物故した、又は物故が報じられた人物についてまとめる。

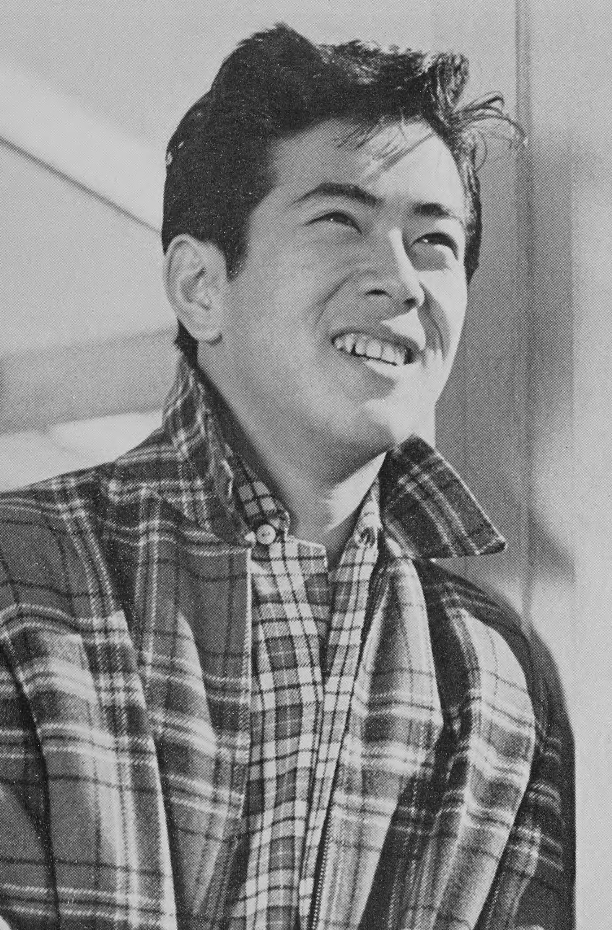
川口浩／11月17日没

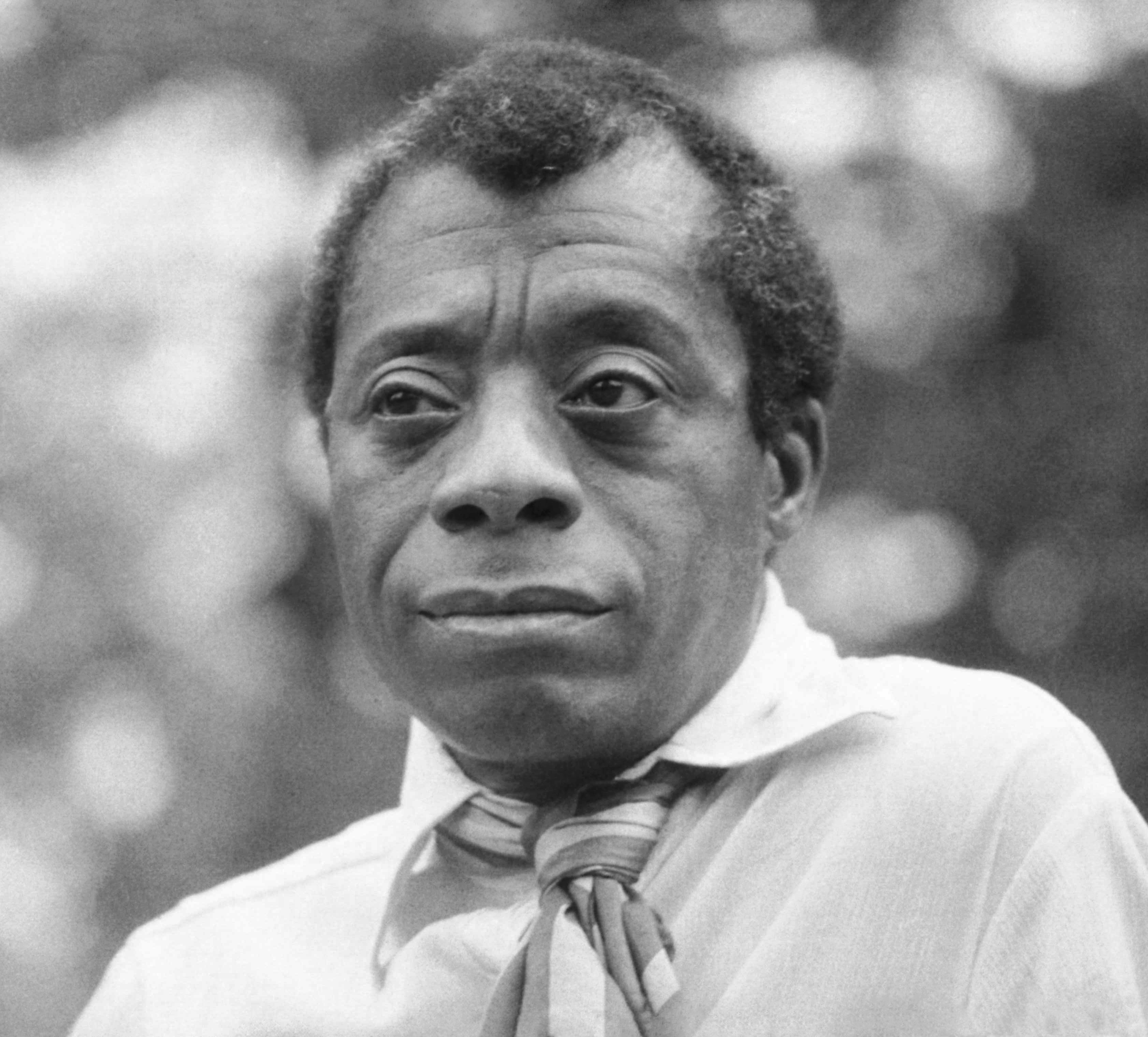
ジェイムズ・ボールドウィン／11月30日没

## （1日 - 15日）
- 11月2日 - 和田肇、ジャズピアニスト（* 1908年）
- 11月3日 - 坂本盛明、プロ野球選手（* 1934年）
- 11月4日 - 阪田清春、プロ野球選手（* 1924年）
- 11月5日 - ジョルジュ・フランジュ、映画監督、脚本家（* 1912年）
- 11月5日 - 小田秀臣、ヤクザ（* 1930年）
- 11月11日 - 三代地崎宇三郎、政治家、実業家、第51代運輸大臣（* 1919年）
- 11月14日 - 森下泰、実業家、政治家、森下仁丹社長、参議院議員（* 1921年）

## （16日 - 30日）
- 11月16日 - 江藤純平、画家（* 1898年）
- 11月17日 - 川口浩、俳優・探検家（* 1936年）
- 11月18日 - ジョージ・リガ、劇作家・小説家（* 1932年）
- 11月27日 - 灰山元治、元プロ野球選手（* 1912年）
- 11月28日 - ハル薗田、プロレスラー、（+ 1956年）
- 11月30日 - ジェイムズ・ボールドウィン[要出典]、作家（* 1924年）